# 1,2,4-三硝基苯
1,2,4-三硝基苯是一种有机化合物，化学式为C6H3N3O6，它是三硝基苯的同分异构体之一。它可由2,4-二硝基氟苯和亚硝酸钠在18-冠-6的存在下反应得到。它在甲醇中于60 °C可以被含氢氧化钠的硼氢化钠还原，生成1,3-二硝基苯、1,4-二硝基苯和2,4-二硝基苯酚，占比分别为35%、24%、22%。